# الواح عمادی
الواح عمادی (الالواح‌العمادیه)، یکی از آثار شهاب‌الدین یحیی سهروردی است که در آن داستان‌ها و حکمت ایران باستان و حکمت و عرفان قدیم در لوای معنی باطنی قرآن کریم به هماهنگی و آشتی درآمده است؛ و سهروردی از این داستانها تعبیری دربارهٔ سرنوشت نفس انسانی کرده‌است که همانا حکمت و عرفان اسلامی در تآیید آن همواره کوشیده‌است.

## چهار لوح
لوح اوّل در تناهی اجسام و در طرفی از آسمان و عالم و در بسائط اجسام و آنچه از آن حادث شود.
لوح دوم در نفس و قوای نفس.
لوح سوم در اثبات واجب الوجود و آنچه لایق ذات پاک و عظمت بی‌نهایت اوست و صفت کمال او
لوح چهارم، دربارهٔ قضا و قدر، بقاء نفوس و سعادت و شقاوت و اللذّة و آثار
پایان این الوح و خاتمهٔ کتاب به تأویل برخی حکایت‌های پارسیان اختصاص یافته که در آن داستان فریدون و ضحاک، کیخسرو و افراسیاب، خرّه و کیان و غیره ذکر شده‌است.

## زمان در تعریف سهروردی
سهروردی در رسالهٔ «الواح عمادی» می‌نویسد:
«اما حرکات و حوادث را کلیت حاضر نیست در وجود، بلکه اول حرکت با آخرش جمع نشود چنان‌که زمان حاضر را اول آنچه خواهد آمد فراگیرند.
و آن زمان اول ابد است، و ابد آخر ندارد، همچنانکه زمان آخر ازل است، و ازل اول ندارد؛ و زمان حاضر را آخری نیست که منقضی شود و بعد از آن حرکتی دیگر نباشد، بلکه از پس آن حرکات لایتناهی در وجود می‌آیند.»
بدینگونه او ازلیت و ابدیت زمانی را در لحظه جلوه‌گر می‌دانسته و «آن» را بی‌پایان بشمار آورده‌است. ما همواره در «آن» زندگی می‌کنیم و «آن» بی‌پایان است.
عمر همچون جوی نو نو می‌رسد [مثنوی معنوی دفتر اول]
تداومِ زمانیِ حیات در نزد انسانِ زنده ناشی از تداوم ارسال جان از سرمنشأ به صورت تپش‌های نورانی حاوی حیات و جان و به تبع آن زمان می‌باشد و اطلاق لفظ «آینده» در دیدگاه انسانی تنها به تصورِ تداوم جان‌های ارسالی از جانب سرمنشأ و دریافت آن توسط انسان منوط می‌گردد. در واقع تپش‌های نور مجردِ حاوی «جان» و «آن (زمان)»، انسان را به صورت پیاپی و لحظه به لحظه وادار به حیات و ادراک نموده و زمان پرداخته‌شده به ادراک بلافاصله با زمان دریافتی جدید که در تپش‌های جدید نورانی جان‌بخش وجود دارد جایگزین و تجدید گشته و در نتیجه نزد انسان از «آن» های ادراکی قبلی به عنوان زمان گذشته یاد می‌گردد.

## نور مجرد
هر چه زنده است به ذات خویش نور مجرّد است؛ و هر نور مجرّد زنده است به ذات خویش.
و حقّ اوّل نور همه انوار است زیرا که معطی حیات است و بخشنده نوریّت است و او ظاهر است از بهر ذات خویش و ظاهر کننده دیگری. «الله نُورُ السَّماواتِ وَ الْأَرْضِ»
نوریّت او آن است که از بهر ذات خود ظاهر است و دیگری بدو ظاهر می‌شود. پس نور همه نورهاست و نوریّت هر نیّر سایه نور اوست، پس به نور او روشن گشت آسمان‌ها و زمین‌ها. «وَ أَشْرَقَتِ الْأَرْضُ بِنُورِ رَبِّها»
نوری که معطی تأیید است که نفس و بدن بدو قوی روشن گردد در لغت پارسیان «خرّه» گویند.